# نواحي اجتماعية وثقافية للتوحد
تلعب الجوانب الاجتماعية والثقافية للتوحد أو العلوم الاجتماعية للتوحد دورًا في التعرف على التوحد، ومقاربات خدمات الدعم والعلاجات، وكيف يؤثر التوحد على تعريف الشخصية. ينقسم مجتمع التوحد في المقام الأول إلى معسكرين؛ معسكر يعتبره اختلاف عصبي وقسم يصنفه مع علم الأمراض. يدعو معسكر علم الأمراض إلى دعم البحث في العلاجات و/أو الشفاء و/أو العلاج للمساعدة في تقليل أو إزالة سمات التوحد، ورؤية العلاج أمرًا حيويًا لمساعدة الأفراد المصابين بالتوحد، بينما يعتقد معسكر الاختلاف العصبي أنه يجب النظر إلى التوحد على أنه طريقة مختلفة عن أن تدافع عن العلاجات أو أساليبها، معتبرة أنها محاولة لإبادة الأشخاص المصابين بالتوحد وتفردهم. كلاهما مثير للجدل في مجتمعات التوحد والدعوة التي أدت إلى صراع داخلي كبير بين هذين المعسكرين. في حين أن النموذج السائد هو نموذج علم الأمراض ويتبعه إلى حد كبير أبحاث التوحد والمجتمعات العلمية، فإن حركة التنوع العصبي تحظى بشعبية كبيرة داخل منظمات الدفاع عن التوحد وحقوق أفراده.
هناك العديد من الأحداث والاحتفالات المتعلقة بالتوحد. بما في ذلك اليوم العالمي للتوعية بالتوحد وأحد التوحد ويوم فخر التوحد. يشخص التوحد عند الذكور أكثر من الإناث.

## التسمية
على الرغم من أن البعض يفضل استخدام المصطلح الأول للشخص المصاب بالتوحد person with autism، لكن أعضاء آخرين في مجتمع التوحد يفضلون المصطلحات الأولى للهوية، مثل الشخص المتوحد autistic person أو التوحد autistic في اللغة الإنجليزية الرسمية، للتأكيد على أن التوحد جزء من هويتهم وليس مرضًا لديهم. بالإضافة إلى ذلك، فإن عبارات مثل المصاب بالتوحد هي عبارات مرفوضة لكثير من الناس.
طور مجتمع التوحد اختصارات للمصطلحات شائعة الاستخدام، مثل:
- أسبي Aspie  - شخص مصاب بمتلازمة أسبرجر.[11]
- أوتي Autie - شخص متوحد. يمكن أن يتناقض مع أسبي للإشارة إلى أولئك الذين شخصوا على وجه التحديد بالتوحد الكلاسيكي أو اضطراب طيف التوحد الآخر.[12]
- التوحد وأبناء العم (AC) - مصطلح يشمل الأسبي، والأوتي -وأشباههم- أي الأشخاص الذين لديهم بعض سمات التوحد ولكن ليس لديهم تشخيص رسمي.[13]
- Curebie كوريبي - شخص لديه الرغبة في علاج التوحد. يعد هذا المصطلح مهينًا للغاية.[3]
- التنوع العصبي - التسامح مع الناس بغض النظر عن التركيب العصبي.[14]
- النمط العصبي (NT) - شخص لا يعاني من أي اضطرابات في النمو أو الاضطرابات العصبية. غالبًا ما يستخدم لوصف فرد ليس في طيف التوحد.
- Allistic أليستيك - شخص غير مصاب بالتوحد ولكن قد يكون أو لا يكون متنوعًا في الأعصاب بطرق أخرى، على سبيل المثال، شخص يعاني من عسر القراءة أو شخص مصاب باضطراب فرط الحركة ونقص الانتباه.[15][16] في الأصل وبشكل عام، يستخدم بشكل ساخر لوصف أولئك الذين ليس لديهم توحد.[17]

اضطرابات طيف التوحد؛ DSM-V؛ المعايير التشخيصية - الدليل التشخيصي والإحصائي للاضطرابات العقلية، الإصدار الخامس (DSM-5) هو تحديث 2013 لأداة التشخيص والتصنيف الصادرة عن الجمعية الأمريكية للطب النفسي (APA). في الولايات المتحدة، يعمل الدليل التشخيصي والإحصائي للاضطرابات النفسية كسلطة عالمية للتشخيص النفسي.

## ملخص

### البالغين المصابين بالتوحد
غالبًا ما تسبب مشاكل التواصل والمشكلات الاجتماعية صعوبات في العديد من مجالات حياة البالغين المصابين بالتوحد. وجدت دراسة أجريت عام 2008 أن البالغين المصابين بالتوحد عادة ما يواجهون صعوبة في بدء التفاعلات الاجتماعية، والتوق إلى مزيد من الحميمية، والشعور العميق بالعزلة، والجهود المبذولة لتطوير وعي اجتماعي أو وعي ذاتي أكبر.
تتزوج نسبة أقل بكثير من البالغين المصابين بالتوحد من عامة السكان. لقد افترض بأن المصابين بالتوحد لا يميلون للتزاوج المتنوع، بل يميلون إلى الاقتران مع بعضهم البعض وتربية نسل مصاب بالتوحد. نشرت هذه الفرضية في الصحف الشعبية، ولكنها لم يتم تختبر تجريبيًا.
قال عالم النفس البريطاني سايمون بارون كوهين إن المجتمع التكنولوجي بشكل متزايد قد فتح مجالات مناسبة للأشخاص الذين يعانون من متلازمة أسبرجر، والذين قد يختارون مجالات منظمة للغاية وقابلة للتنبؤ. يمكن للأشخاص الذين لديهم متلازمة أسبرجر أداءً جيدًا في أدوار مكان العمل «التي تتمحور حول النظام، وتتصل بالتفاصيل الدقيقة للمنتج أو النظام».

### العلماء المصابين بالتوحد
المتوحد هو شخص مصاب بالتوحد يتمتع بموهبة عالية في مجال واحد أو أكثر من مجالات الدراسة. على الرغم من وجود ارتباط مشترك بين متلازمة سافانت والتوحد (وهو ارتباط شاع في فيلم Rain Man عام 1988)، إلا أن معظم المصابين بالتوحد ليسوا علماء ولا يقتصر المذهب العفوي على المصابين بالتوحد، على الرغم من أنه يبدو أن هناك علاقة ما. قد يتمتع واحد من كل عشرة مصابين بالتوحد بقدرات ملحوظة، لكن العلماء الرائعين مثل ستيفن ويلتشير نادرون جدًا؛ وصفت/حددت نحو 100 شخص فقط في القرن منذ أن جرى التعرف على العلماء لأول مرة، وهناك فقط نحو 25 شخصًا حيًا تحددوا من العلماء المذهلين في جميع أنحاء العالم.

### الجوانب الجندرية

#### النساء المصابات بالتوحد
يُعتقد أن التوحد هو حالة تؤثر في الغالب على الذكور، مع احتمال تشخيص الذكور بالتوحد بنسبة تصل إلى أربع مرات أكثر من الإناث، ومن بين المصابين بمتلازمة أسبرجر أو التوحد عالي الأداء، تزيد احتمالية تشخيص الذكور بما يصل إلى عشر مرات. قد يكون هذا بسبب حقيقة أن العديد من أدوات التشخيص المستخدمة لتشخيص التوحد قد صُنعت من خلال ملاحظة الذكور في طيف التوحد، وبالتالي من المرجح أن تحدد الرجال والفتيان المصابين بالتوحد أكثر من نظرائهم من الإناث. حتى الآن، كان البحث والدعم المحيطين بالتوحد متمركزًا حول الذكور، وحددت النساء وغير الثنائيين بشكل خطير.
بالنسبة للعديد من الإناث المصابات بالتوحد، يؤدي نقص التشخيص أو التشخيص المتأخر إلى فقدان الدعم والتدخلات القيمة عند تنفيذها في سن أصغر. بالنسبة لأولئك الإناث اللواتي قد شخصوا وزودوا بهذا الدعم، غالبًا ما يتعين عليهن مواجهة العديد منهن مع وضع الذكور في الاعتبار وقد لا يعترفن بالاختلافات الجسدية والنفسية والمجتمعية التي تواجهها الإناث.
تجد بعض النساء المصابات بالتوحد أنفسهن مشخصات بشكل خاطئ باضطرابات الشخصية، مثل اضطراب الشخصية الحدية، واضطراب الشخصية الانعزالية، واضطراب الشخصية الفصامية. تعتبر الإناث المصابات بالتوحد (أيتام أبحاث) وفقًا لآمي كلين من جامعة ييل؛ نادرًا ما يجري اختبار بعض الأدوية المستخدمة لعلاج القلق أو فرط النشاط الذي قد يصاحب التوحد على الإناث المصابات بالتوحد. قد يظهر التوحد بشكل مختلف في الجنسين، حيث تظهر العديد من الإناث في الطيف بمهارة أكثر من الذكور وقد تكون أكثر مهارة في تطوير سلوكيات إخفاء اجتماعي أكثر تعقيدًا، حيث من المرجح أن تشخص الإناث اللائي لديهن صعوبات أكثر بروزًا من أولئك الذين يقدمون بشكل مختلف. الإناث المصابات بالتوحد أكثر عرضة لتطوير تمويه اجتماعي أكثر تعقيدًا لمجموعة متنوعة من الأسباب. إحدى النظريات التي تفسر سبب ذلك هي أن النساء ككل يواجهن توقعات اجتماعية أكثر تعقيدًا من الرجال، ما يخلق حاجة أكبر «للاستعداد بشكل أكثر شمولًا للمواقف الاجتماعية، أو المخاطرة بالنبذ».
تقترح نظرية أخرى أن النساء في الطيف لديهن حاجة فطرية للتفاعل الاجتماعي أكثر من نظرائهن من الرجال، ما دفع العديد من النساء والفتيات إلى الاستثمار بشكل أكبر في إنشاء استراتيجيات تمويه اجتماعي. طورت هذه الاستراتيجيات بعدة طرق، مثل مراقبة ونسخ التفاعلات الاجتماعية لمن حولهم بالإضافة إلى إنشاء استراتيجيات لمحاولة «عدم الكشف عنهم». يمكن أن تستغرق آليات المواجهة هذه قدرًا هائلًا من الوقت والطاقة للتعلم والممارسة ويمكن أن تؤدي كما تقول الدكتورة شانا نيكولز «في كثير من الأحيان إلى الإرهاق والانسحاب والقلق والخرس الانتقائي والاكتئاب». قد تكون الإناث أكثر اهتمامًا بكيفية نظر أقرانهن إليهن، وقد يؤدي الفشل في التواصل مع أشخاص خارج أسرتهم المباشرة إلى قلق شديد أو اكتئاب إكلينيكي. قد تكون الفتيات المصابات بالتوحد اللائي يتمتعن بذكاء «طبيعي» أكثر حرمانًا اجتماعيًا من الذكور بسبب «ارتفاع مستوى التفاعل الاجتماعي الذي يأتي في المدرسة الإعدادية»، عندما تعتمد صداقات الفتيات غالبًا على الاهتمام بالمشاعر والكثير من التواصل السريع والدقيق.
قد تعاني الفتيات المصابات بالتوحد بشكل إضافي من خلال إلحاقهن ببرامج تعليمية متخصصة، حيث سيحاطن بالذكور ويعزلن أكثر عن التواصل الاجتماعي للإناث. غالبًا ما «تستوعب الإناث في طيف التوحد مشاعر الإحباط والفشل» ويعتقد أنهن يعانين من معدلات أعلى من بعض الأمراض المصاحبة مثل القلق والاكتئاب (36 و34% على التوالي)، ويرجع ذلك في جزء كبير منه إلى الرغبة إلى جانب الصعوبات في إيجاد الاندماج الاجتماعي إلى جانب التحديات الاجتماعية والحسية الأخرى. يمكن أن يؤدي الافتقار إلى التشخيص أيضًا إلى ارتفاع معدلات الاكتئاب والقلق لدى الإناث المصابات بالتوحد ومشكلات احترام الذات حيث يُتركن دون فهم واضح لسبب «عدم ملاءمتهن» مع أقرانهن. يبدو أن لدى الإناث في الطيف معدلات أعلى من اضطرابات الأكل، مثل فقدان الشهية، مقارنة بالإناث الأخريات. قد يكون هذا مرتبطًا بالعزلة الاجتماعية ومستويات القلق المرتفعة جنبًا إلى جنب مع الحاجة إلى التحكم في بيئتهم بشكل كامل.
على الرغم من أن كلًا من الذكور والإناث في الطيف لديهم مخاطر أعلى للتعرض للتنمر، فإن هذه التجارب غالبًا ما تظهر بشكل مختلف بناءً على الجنس. على الرغم من أن أحجام العينات صغيرة جدًا بحيث لا يمكن استخلاص استنتاجات مؤكدة، تشير إحدى الدراسات إلى أن النساء المصابات بالتوحد أقل احتمالًا من الذكور على المدى الطويل للزواج، وتكوين أسر، والذهاب إلى الكلية، والحصول على وظائف، والعيش بشكل مستقل. يلعب الاهتمام الشديد بموضوعات محددة عاملًا مهمًا في حياة أولئك الذين يعانون من طيف التوحد من كلا الجنسين. قد تركز الإناث في الطيف على مواضيع مختلفة عن نظرائهن من الذكور؛ نادرًا ما يكون لدى الإناث المصابات بالتوحد اهتمام بالأعداد أو لديهن مخزون من المعرفة المتخصصة، يمكن التغاضي عن الاهتمامات الشديدة للإناث المصابات بالتوحد حيث يُنظر إليهن غالبًا على أنهن أكثر قابلية للتطبيق على قطاع أوسع من المجتمع.
يتعامل كل من الذكور والإناث المصابين بالتوحد مع نفس الأعراض الأساسية، ولكن عندما تختلط هذه الأعراض مع أفكار عن الجنس، يمكنهم تقديم تجارب معيشية مختلفة جدًا للإناث عن نظرائهم من الذكور. قد يتغير شكل التوحد مع فهم المزيد عن الإناث، اللائي قد لا يشخص التوحد لديهن.

#### مواضيع أخرى جنسية
أثير في الأعوام الأخيرة إلى وجود علاقة بين التوحد والمتحولون جنسيا. وهذا أثار العديد من الجدل في ما إذا كانت هذه العلاقة تدل على وجود دوافع داخلية عند المتوحد تؤدي للتحول جنسيا. Or is it, asأو أنه كما يدعي البعض بسبب إجراء الاحتبارات على أشخاص لا يمتثلون للأعراف المجتمعية وبخاصة فيما يتعلق بالتمييز بحسب الجنس أو التفكير النمطي الجنسي.

### العلاقة مع الحيوانات

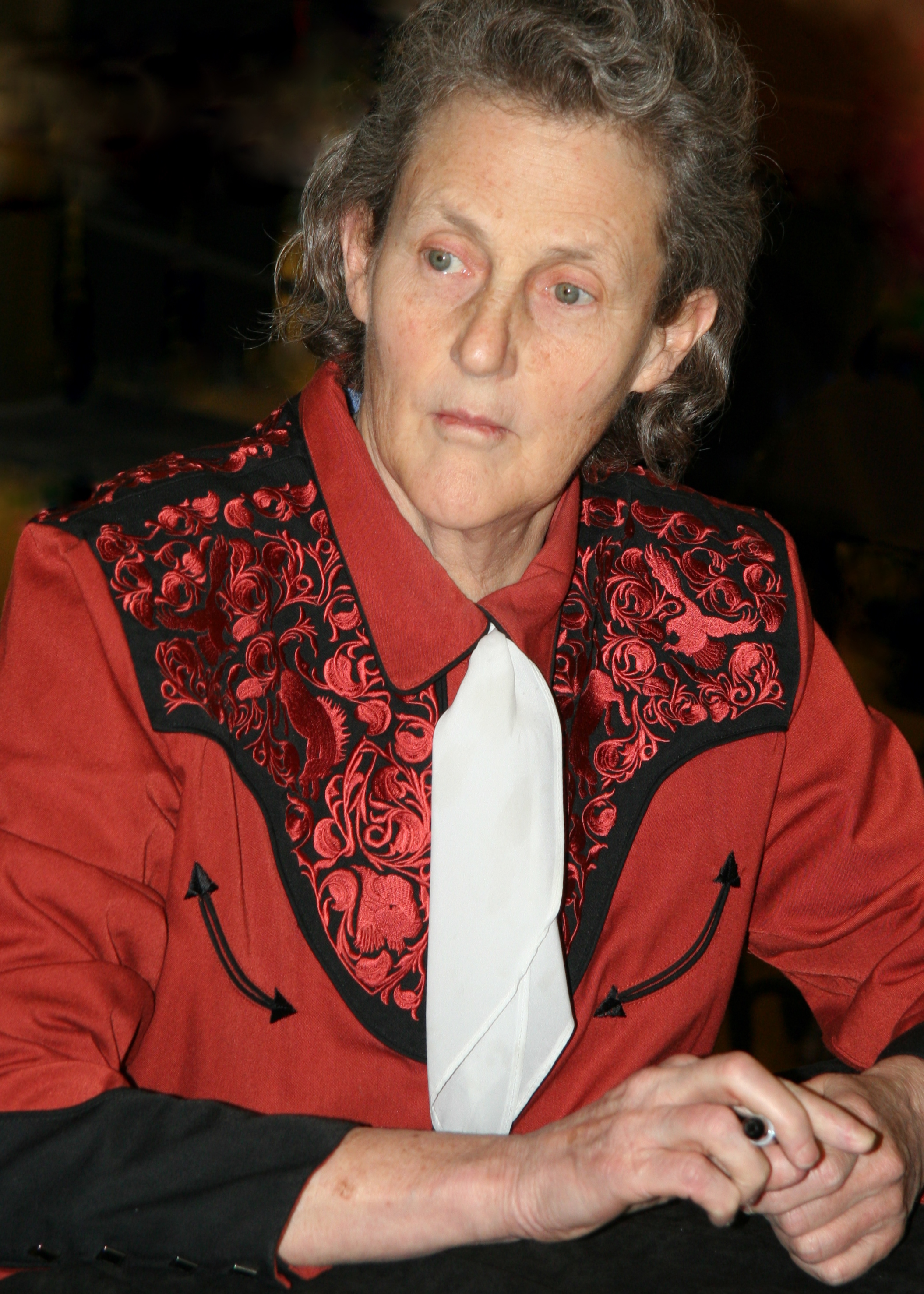
تمبل جراندين

قالت تمبل جراندين، وهي متوحدة متخصصة بتصميم نظم معاملة الماشية، بأن ما يسهل لها عملية فهم ما تريده الأبقار هو «قدرة للمتوحد على التفكير مثل طريقة تفكير الحيوانات». فبالنسبة لها، لا يمتلك الحيوان أحاسيس معقدة مثل الشعور بالخذي أو عقد الذنب كما أنهم لا يعتمدون على اللغة عند التفكير.
وتتابع أن العلماء لايربطون بهذه العلاقة لإن من يقوم بدراسة الحالتين يعملان بشكل متوازي لا رابط بينهما.
بالرغم من كل ذلك، لا يوجد التأكد بأن المتوحد يفكر مثل الحيوان لأن للقدرات الإدراكية خصائص متشابكة.

## فعاليات مجتمعية

### يوم التوحد العالمي

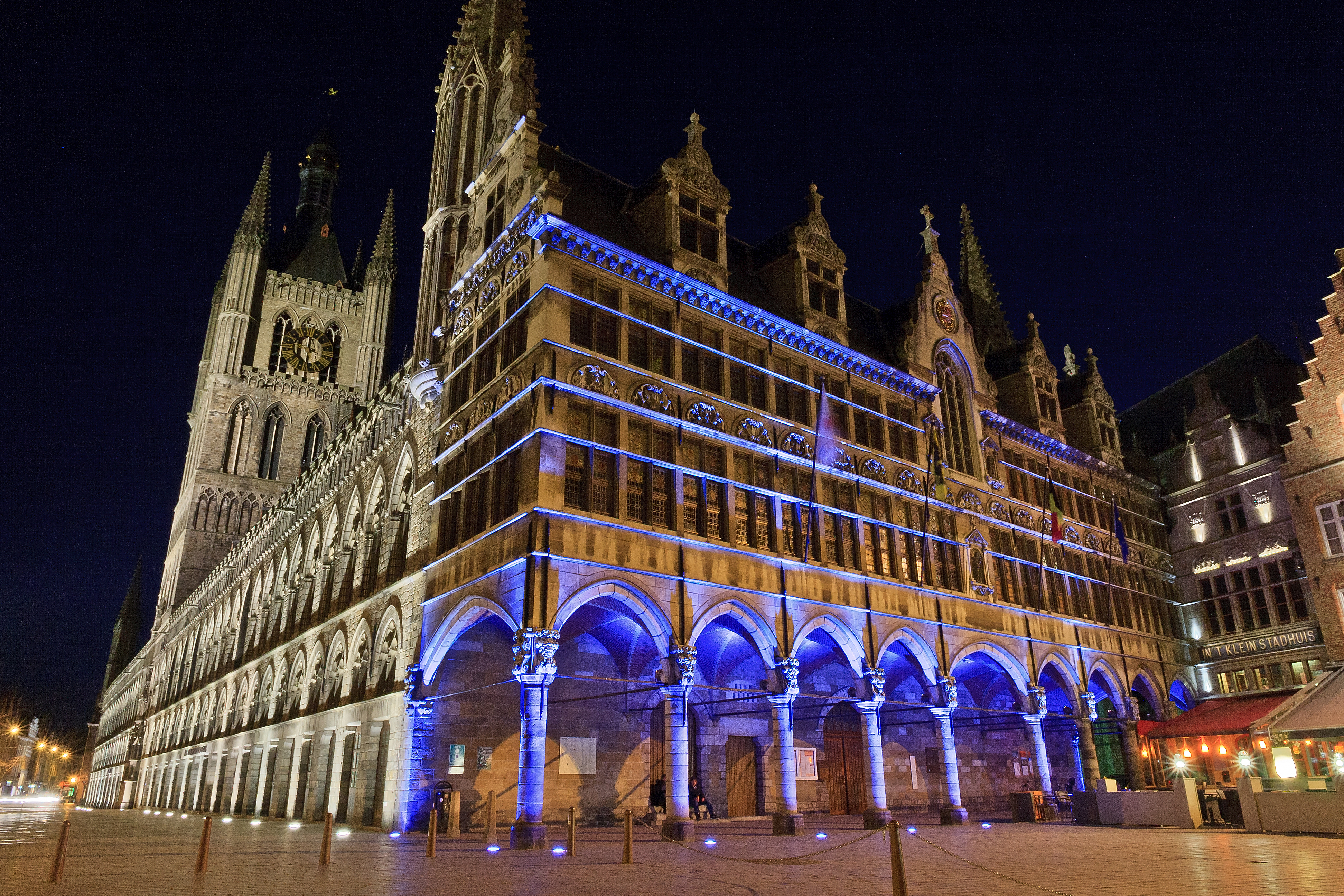
احتفالات بيوم التوحد العلمي في بلجيكا في 22 نيسان/أبريل 2013

يحتفل بيوم التوحد العالمي، أو يوم التوعية بالتوحد العالمي، في يوم الثاني من أبريل من كل عام والتي دعى إليه الجمعية العامة للأمم المتحدة.

### مبادرة الإنارة الزرقاء
دعت جمعية «التوحد يتكلم» بإضاءة اللون الأزرق على المباني في عام 2010 من أجل نشر التوعية حول التوحد.

### أحد التوحد
أحد التوحد هي مبادرة مسيحية تقام يوم الأحد الثاني من شهر شباط / فبراير بدعم من الكناى س من حول العالم.

### سنة التوعية حول التوحد

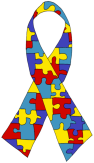
ربطة التوعية حول التوحد

آعلن عام 2002 عام التعريف بالتوحد في المملكة المتحدة والتيأطلقها والدي طفل متوحد.

### مسيرة فخر التوحد
Aأطلقت مجموعة أسبيس للحرية مبادرة القيام بمسيرة من أجل التوعية حول التوحد والتي تقام يوم 18 حزيران / يونيو من كل عام.

### يوم خطاب المتوحد
يوم خطاب المتوحد هي فعالية يقودها المتوحدون في الأول من شهر تشرين الثاني / نوفمبر حيث يخطبون في العامة لنشر التوعية والتغلب على الأفكار النمطية التي يعتقد بها العامة.

### مشروع تقبل التوحد
أسست است كلار مشروع تقبل التوحد في عام 2006 والذي يهدف لترويج تقبل والاهتمام بالمتوحدين في المجتمع.

## من مشاهير المتوحدين
- تيمبل جراندين: مصصمة أنظمة التعامل مع الماشي.[46]
- تيم بايج: ناقد، ناشر حاز على جائزة بولتزر[47][36]
- هنري كافنديش: عالم شهير.

## روابط خارجية
- مقابلة آذاعية مع جون روبن آندرسون حول التوحد (بالإنكليزية)
- التوحد في الحياة وعلى الشاشة (بالإنكليزية), The New York Times, آب / أغسطس، 2009